# World League di pallavolo 1998
La IX World League di pallavolo si svolse dal 15 maggio al 19 luglio 1998. La fase finale si disputò dal 17 al 19 luglio a Milano, in Italia. La vittoria finale andò per la prima volta a Cuba.

## Squadre partecipanti

La rosa dell'Italia, Paese ospitante della fase finale e quarta classificata dell'edizione

| - Bulgaria - Grecia - Italia - Jugoslavia - Paesi Bassi - Polonia - Russia - Spagna | - Argentina - Brasile - Cuba | - Corea del Sud |

## Gironi
| Gruppo A                           | Gruppo B                            | Gruppo C                          |
| ---------------------------------- | ----------------------------------- | --------------------------------- |
| Bulgaria Corea del Sud Cuba Spagna | Argentina Grecia Italia Paesi Bassi | Brasile Jugoslavia Polonia Russia |

## Classifica finale
| Classifica | Squadre       |
| ---------- | ------------- |
|            | Cuba          |
|            | Russia        |
|            | Paesi Bassi   |
| 4          | Italia        |
| 5          | Brasile       |
| 6          | Jugoslavia    |
| 7          | Bulgaria      |
| 8          | Spagna        |
| 9          | Argentina     |
| 10         | Polonia       |
| 11         | Corea del Sud |
| 12         | Grecia        |

## Premi individuali
- Miglior realizzatore: Osvaldo Hernández
- Miglior schiacciatore: Osvaldo Hernández
- Miglior muro: Andrea Giani
- Miglior servizio: Roman Jakovlev